# Thermopylae
El Thermopylae fou un clipper extrem de construcció mixta ("composite clipper" en anglès), amb estructura de ferro forjat industrial (ferro pudelat = “wrought iron”) i folre de fusta. Fou avarat el 1868. Construït a Aberdeen a les drassanes de Walter Hood & Co segons disseny de Bernard Waymouth de Londres.
Era un dels clippers més ràpids del seu temps juntament amb el seu rival Cutty Sark.

## Història
El Thermopylae fou construït per la companyia Aberdeen Line, fundada per George Thompson l'any 1825. El seu dissenyador fou Bernard Waymouth, arquitecte naval nascut a Pembroke (Gal·les) i establert a Londres. Havia treballat per a unes drassanes privades però, quan va projectar el Thermopylae, ocupava un càrrec de responsabilitat al Lloyd's Register. De fet havia estat l'autor principal de les normes constructives per a vaixells segons el sistema “composite”. Aquestes normes foren aprovades el 1867 i presentades a l'Exposició Universal de Paris.
El Thermopylae fou avarat (posat a l'aigua) el 1868. Fou padrina de l'acte Mrs. Hardy Robinson.

## Construcció, característiques i detalls
- Eslora = 212 peus = 64,62 m
- Mànega = 36 peus = 10,97 m
- Calat= 20,9 peus= 6,37 m
- Desplaçament= 1970 tones carregat (amb una càrrega de 1000 tones i amb 250 tones de llast[2]
- Aparell = fragata de tres pals (arbres mestre, trinquet i mitjana)
- Velocitat = 14,6 nusos (360 milles en 24 hores)[4][5]
  - A diferència d'altres clippers famosos, no hi ha dades de puntes de velocitat en períodes curts. Una velocitat sostinguda durant 24 hores és una dada més interessant de cara a la velocitat en un viatge.

### Velam
La superfície vèlica del Thermopylae estava proyectada seguint la tendència d'augmentar les mesures horitzontals (emprant perxes llargues) i limitar l‘altura de l'aparell. La verga major mesurava 80 peus . En certa manera aquest sistema era semblant al que va proposar Pierre Bouguer molts anys abans. (De la mâture des vaisseaux, pièce qui a remporté le prix de l'Académie royale des sciences proposé pour l'année 1727).
Segons els cronistes el Thermopylae tenia 32 veles, amb una superfície total de gairebé 3000 metres quadrats. I n'acostumava a portar tres jocs: el de servei i dos de recanvi. En una ocasió va haver d'usar totes les veles, arribant a port amb les veles restants molt malmeses.

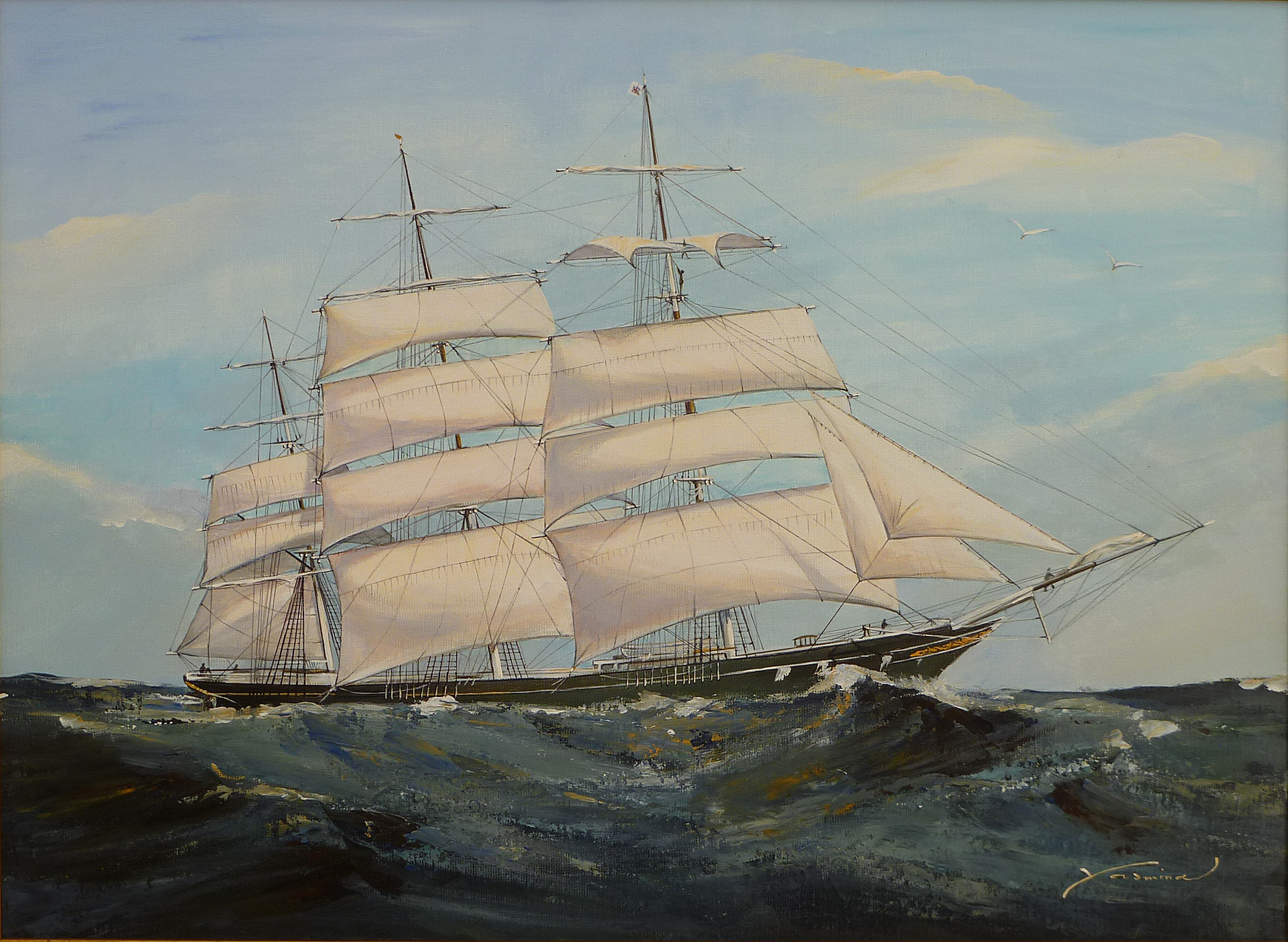
Thermopylae figura 2.

Mirant la figura del vaixell (en la pintura "Thermopylae figura 2") i, des de la dreta cap a l'esquerra, les veles són les següents:
- En els estais: 4 flocs. De dreta a esquerra, o de proa a popa: petifloc, floc, contrafloc, trinqueta.
- En l'arbre de trinquet (de baix a dalt) : vela de trinquet, gàbia de trinquet baixa, gàbia de trinquet alta, goneta de trinquet i sobregoneta de trinquet.
  - Entre els arbres trinquet i mestre: dues veles d'estai
- En l'arbre mestre: vela mestra, gàbia mestra baixa, gàbia mestra alta, goneta mestra, sobregoneta mestra.
  - Entre els arbres mestre i de mitjana: dues veles d'estai
- En l'arbre de mitjana: vela de mitjana (acollada o recollida sobre la verga a la pintura), gàbia de mitjana baixa, gàbia de mitjana alta, goneta de mitjana, sobregoneta de mitjana.
  - A popa del tot, una vela cangrea.

### Materials

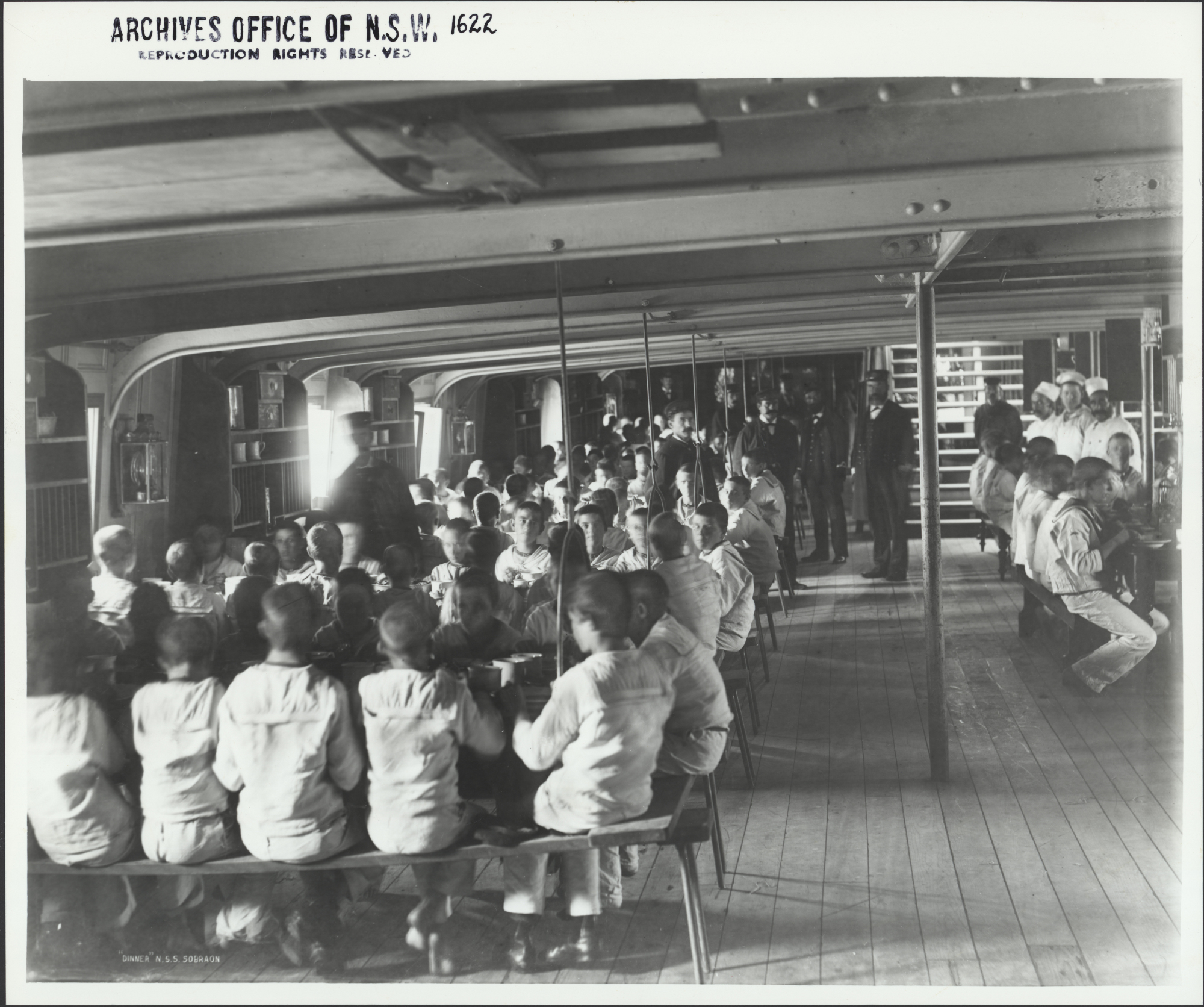
Interior del clipper Sobraon, un "composite clipper" com el Thermopylae. Vegeu els elements metàl·lics de l'estructura.

- Quilla de fusta (la del Cutty Sark era de "rock elm").
- Falsa quilla de fusta, sense especificar.
- Elements estructurals de ferro forjat industrial (ferro pudelat).
- Obra viva de “rock elm” americà (Ulmus thomasii), xapada d'un aliatge de coure (probablement de metall Muntz, com el Cutty Sark.)[8]
- Obra morta de tec.
- Coberta de "yellow pine". En el Cutty Sark la coberta era de teca.

### Colors i decoració
- Buc pintat de “verd Aberdeen”, un verd relativament fosc. Amb una faixa daurada.
- Arbres mascles, vergues i bauprès del tot pintats de blanc.
- Talles de decoració a proa i popa.
- Mascaró de proa amb la figura d'un guerrer amb espasa, daurat i blanc. Representant Leònides, general dels espartans a la batalla de les Termòpiles.

## Des la badia d'Aberdeen fins a Londres
En aquest desplaçament el capità fou William Edward, antic patró de l'Ethiopian.

## El viatge inaugural
Tot i que estava destinat per a la ruta de la Xina (ruta del te) el primer viatge fou des de Londres fins a Melbourne sota el comandament del capità Robert Kemball. El temps emprat de 60 dies (de pràctic a pràctic) fou un rècord molt comentat i digne d'esment.
Arrel d'aquesta fama de “clipper més ràpid del món” va atracar al port de Shanghai ostentant la figura d'un gall daurat a la punta del pal major, de manera que alguns consideraren provocadora. De nit un desconegut va pujar al pal i va robar el gall. Al matí aquest trofeu lluïa al cim del pal mestre del clipper Taeping.

## Vida activa
- Ruta del te.
  - 1869. Des de Fuzhou fins a Londres. Capità Kemball. 91 dies.
  - 1870. Des de Fuzhou fins a Londres. Capità Kemball.106 dies.
  - 1871. Des de Shanghai fins a Londres. Capità Kemball. 106 dies.
  - 1872. Des de Shangai fins a Londres. Capità Kemball. 115 dies.
  - 1873. Des de Shangai fins a Londres. Capità Kemball. 101 dies.
  - 1874. Des de Shangai fins a Londres. Capità Kemball. 101 dies.
  - 1875. Des de Shangai fins a Londres. Capità Kemball. 115 dies.
  - 1876. Des de Shangai fins a Londres. Capità Kemball. 119 dies.
  - 1877. Des de Shangai fins a Londres. Capità Kemball. 110 dies.

- 1882. Ruta australiana o de la llana.
- 1890. En aquell any el Thermopylae fou comprat per la companyia Mount Royal Milling Company de Montreal. Amb el projecte de fer dos viatges anuals a la Xina, transportant farina, fusta i carbó a l'anada i carregant d'arròs a la tornada.[1]
  - 1891. El viatge des de Victoria fou un desastre per culpa dels capitans inicial i substitut. Finalment el candidat designat per a la ruta de la Xina fou el capità Winchester.[9]
  - L'any 1892 el seu aparell es va canviar a bricbarca, amb reducció de dimensions d'arbres i vergues.[1]
- 1895. El Thermopylae fou adquirit pel govern de Portugal que el va destinar a vaixell escola, canviant el nom a Pedro Nunes.[1]

- 1913. Torpedinat i enfonsat amb honors en aigües de Cascais.

## Cursa amb el Cutty Sark
L'any 1872 el Thermopylae i el Cutty Sark varen competir en una cursa des de Shanghai fins a Londres. Alguns experts dubten de si fou una cursa veritable, considerada com a tal pels dos capitans implicats.
A mitja ruta, prop del cap de Bona Esperança i quan liderava la cursa, el Cutty Sark va perdre el timó i calgué improvisar-ne un de fortuna. Finalment va arribar a Londres set dies més tard que el Thermopylae.
La diferència entre els dos vaixells era molt petita. Els experts admeten que el Thermopylae era una mica més ràpid amb ventolines i mar plana, mentre que el Cutty Sark navegava millor amb vents forts i mar moguda. Val a dir que es tractava de velers excelents en totes les condicions.
Fent la ruta d'Austràlia, des del 1882, el Cutty Sark va aconseguir viatges més ràpids.

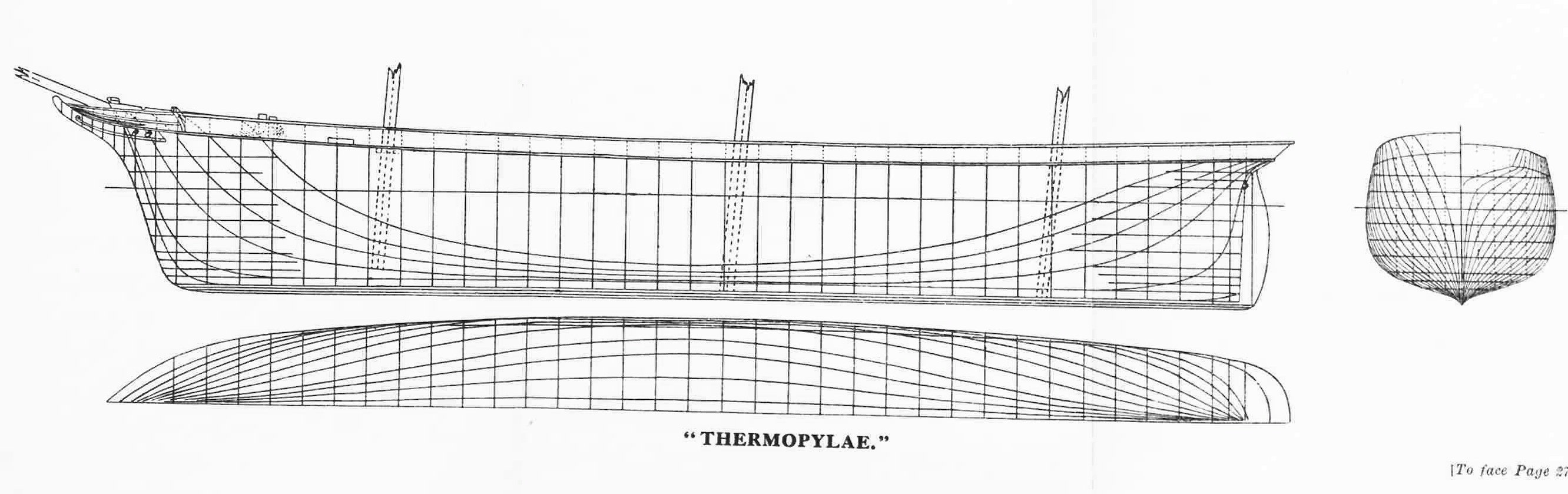
Plànol de formes del Thermopylae.

## Durada d'alguns viatges del Thermopylae
(Segons "Ocean Racers", C. FOX SMITH,1931; pàg.130)

### Passatges cap a Australia
- 1868-9. Durada 63 dies (60 dies de pràctic a pràctic), Londres-Melbourne (viatge inaugural).
  - Millors singladures:
  - 303, 314, 324 milles, amb vents forts del SW (sud-oest) i S (sud); 305, 310, 312 milles, als “Forties” (latitud 40 sud) amb vents forts del Nord ; 320 milles, amb vents de tempesta del SW (latitud 43 S); 330, 326, amb vent fort del Nord, latitud 42 S.
- 1870. Londres-Melbourne 165 dies.
- 1871. 273 dies.
- 1874. 570 dies.
- 1875. 672 dies
- 1882. Lizard-Sidney 73 dies

### Passatges des d'Austràlia
- 1879-80. Sydney-Londres 81 dies.
- 1882. Sydney-Londres 77 dies.
- 1884. Sydney-Prawle Point 78 dies.
- 1887-8. 79 days Sydney-Londres

### Des de Lizard fins a Line
- 1877. 16 dies.
- 1882. 17 dies.

### Des de Shanghai fins Victoria (aparellat de bricbarca)
- 29 dies (guanyant al vapor correu).

## Durada d'alguns viatges del Cutty Sark
Segons dades del llibre indicat a l'apartat anterior, s'inclouen aquí algunes dades del Cutty Sark, el gran rival del Thermopylae.
- Passatges cap a Austràlia en menys de 75 dies.
  - 1872. Start-Melbourne 69 dies.
  - 1874. Londres-Sydney 74 dies.
  - 1877-8. Londres-Sydney 68 dies.
  - 1886. Londres-Sidney 73 days (951 milles en tres dies; 317 milles/dia)
  - 1893. Antwerp-Sydney 80 dies (millor singladura: 353 milles)
- Passatges des d'Austràlia
  - 1883-4. Newcastle, N.S.W. –Londres, 2 dies.
  - 1884-5. Newcastle, N.S.W. –Londres 80 dies.
  - 1885. Sydney-Downs 72 dies; des de Horn fins a Line 20 dies.
  - 1888. Newcastle-Dungeness, 70 dies.

## Videos
- Video d'un clíper real navegant el 1930.
- Film de llargmetratge mut: “The Yankee Clipper”.